# Grup de la cualstibita
El grup de la cualstibita és un grup de minerals que pertany al supergrup de la hidrotalcita, caracteritzat per capes de tipus brucita ((M2+,M3+)(OH)₂) en les quals M2+ = Cu2+, Ni2+ o Zn2+, M3+ = Al3+ o Fe3+, i les espècies entre capes són [Sb(OH)₆]-. Els membres del grup són:
| Cualstibita   | Cu₂Al(OH)₆[Sb5+(OH)₆] |
| Omsita        | Ni₂Fe3+(OH)₆[Sb(OH)₆] |
| Zincalstibita | Zn₂Al(OH)₆[Sb5+(OH)₆] |